# Hana tsumi nikki
Pour plus de détails, voir Fiche technique et Distribution.
Hana tsumi nikki (花つみ日記) est un film japonais réalisé par Tamizō Ishida, sorti en 1939.

## Synopsis
Nouvellement arrivée à Osaka, Mitsuru Sada découvre sa nouvelle école. La professeur Kajiyama lui présente ses nouvelles camarades de classe. Eiko Shinohara prend Mitsuru sous son aile et les deux jeunes adolescentes deviennent inséparables. Mais à la suite d'une promesse non tenue, les deux amies se brouillent et ne se parlent plus. Eiko quitte l'école, Mitsuru apprend qu'elle est devenue maiko dans l'okiya tenue par ses parents.

## Fiche technique
- Titre : Hana tsumi nikki
- Titre original : 花つみ日記
- Réalisation : Tamizō Ishida

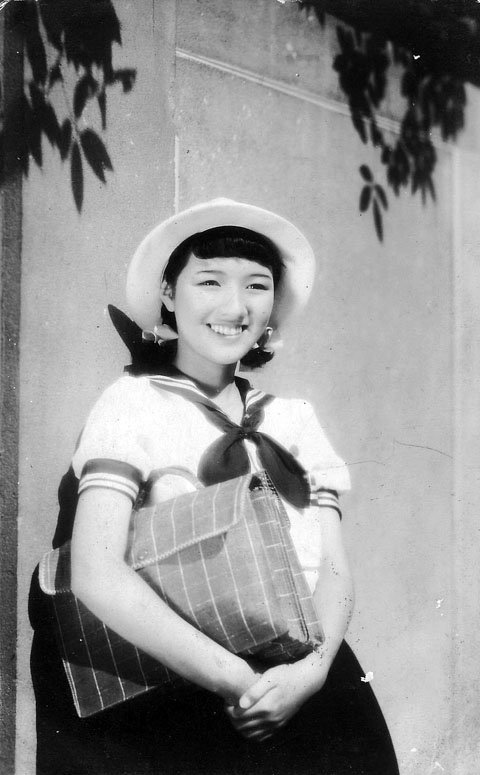
Hideko Takamine écolière.

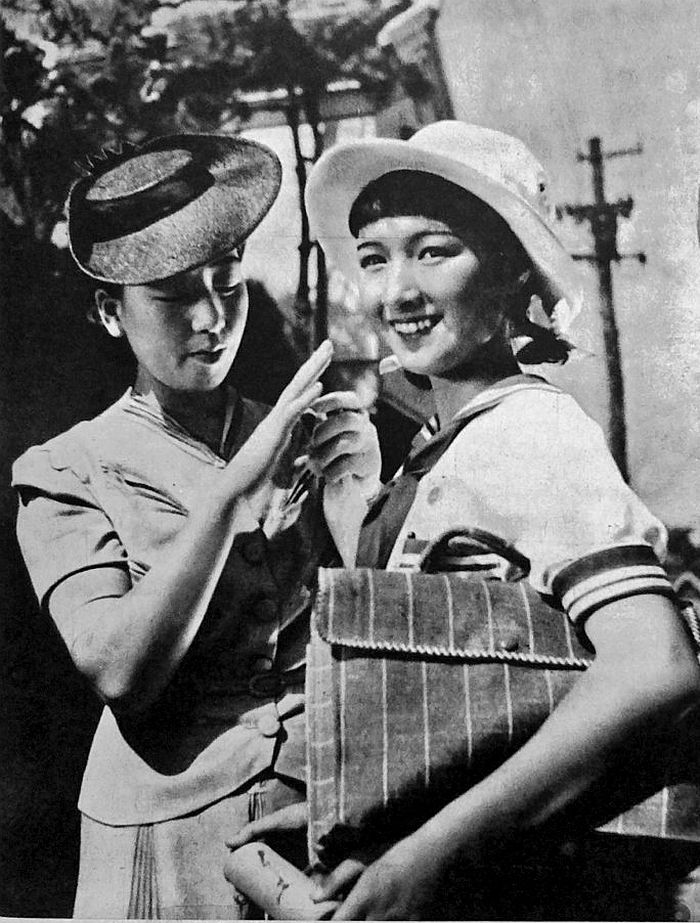
Scène du film avec Kuniko Ashihara et Hideko Takamine.

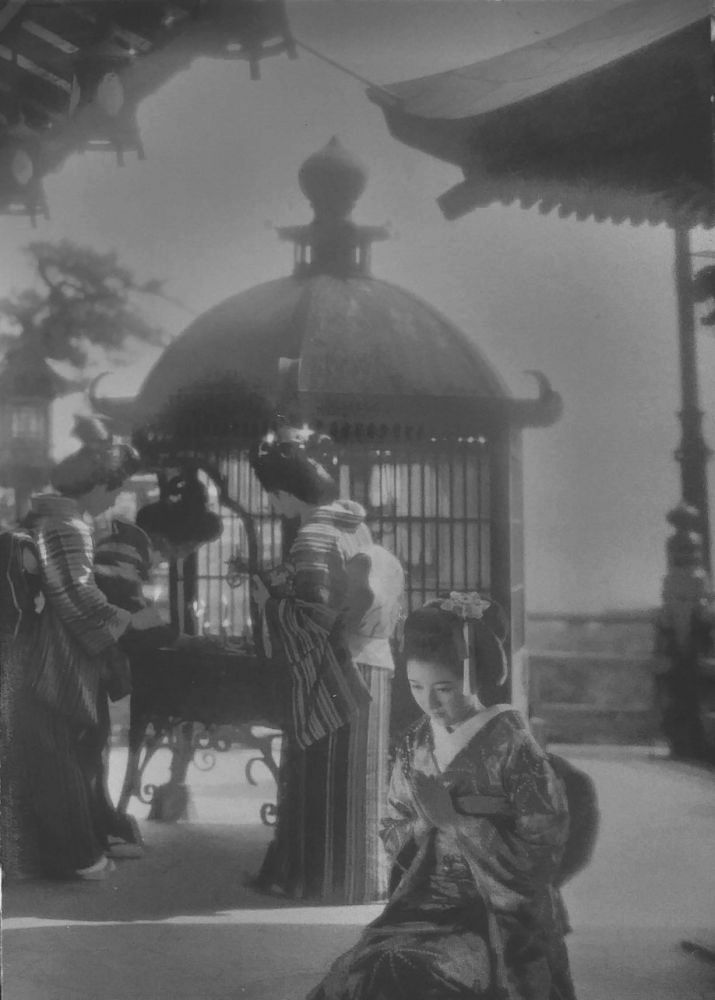
Scène du film avec Hideko Takamine en maiko.

- Production : Nobuo Aoyagi, Kon Ichikawa et Masaki Mōri (ja)[1]
- Scénario : Noriko Suzuki, d'après un roman de Nobuko Yoshiya
- Photographie : Ichio Yamazaki
- Musique : Seiichi Suzuki
- Décors : Yasuhide Katō
- Montage : Fusao Hata[1]
- Société de production : Tōhō
- Pays de production :  Empire du Japon
- Langue originale : japonais
- Format : noir et blanc — 1,33:1 — 35 mm — son mono
- Genres : drame
- Durée : 73 minutes[2] (métrage : huit bobines - 1 996 m[2])
- Date de sortie : 
  - Empire du Japon : 21 octobre 1939[2]

## Distribution
- Hideko Takamine : Eiko Shinohara
- Misako Shimizu : Mitsuru Sada
- Kuniko Ashihara (ja) : la professeur Kajiyama
- Kimie Hayashi
- Eitarō Shindō
- Haruko Katō (créditée sous le nom de Kyoko Mifune)
- Ayako Matsuoka : Sachiko Okabe, une élève
- Satoko Date
- Rikie Sanjō (ja)
- Tokue Hanasawa (ja)

## Autour du film
L'actrice Haruko Katō tient dans ce film son tout premier rôle au cinéma.